# Stawne II
Stawne II (ukr. Ставне II) – przystanek kolejowy w miejscowości Stawne, w rejonie użhorodzkim, w obwodzie zakarpackim, na Ukrainie. Położony jest na linii Sambor – Czop.